# Toto Cutugno
Toto Cutugno, italijanski pevec, * 7. julij 1943, Fosdinovo, Italija, † 22. avgust 2023, Milano, Italija. 
Kot tekstopisec je v sedemdesetih letih napisal besedila za Adriana Celentana, Dalido, Mireille Mathieu in Johnnyja Hallydaya. Bil je član skupine Albatross, s katero je dvakrat nastopil na festivalu v Sanremu.
Leta 1978 je začel svojo samostojno kariero, leta 1980 pa je s pesmijo Solo noi zmagal na festivalu v Sanremu. S pesmijo L'Italiano je dosegel največji mednarodni uspeh. Leta 1990 je v Zagrebu zmagal na Evroviziji, naslednje leto pa je kot gostitelj skupaj z Gigliolo Cinqueti gostil zaključni večer tekmovanja za najboljšo pesem v Evropi.

## Diskografija
- 1978 - Donna donna mia
- 1979 - Voglio l'anima
- 1980 - Solo noi
- 1980 - Innamorati
- 1981 - Flash
- 1981 - La Mia musica
- 1983 - L'Italiano
- 1983 - Un`estate con te
- 1984 - Serenata
- 1985 - Mi piacerebbe...(andare al mare...al lunedì...)
- 1986 - Azzurra malinconia
- 1986 - Buonanotte
- 1987 - Figli
- 1987 - Mediterraneo
- 1987 - Una Domenica italiana
- 1988 - Emozioni
- 1989 - Le Mamme
- 1990 - Gli Amori
- 1990 - Insieme 1992
- 1991 - Voglio che tu sia
- 1991 - Quelli come noi
- 1994 - Se mi ami
- 1995 - Voglio andare a vivere in campagna
- 1997 - Faccia pulita
- 2005 - Come noi nessuno al mondo (duet s Analisom Minetti)